# 오가타 테이
오가타 테이(일본어: 緒方 てい 오가타 데이[*], 10월 29일 ~)는 일본의 남성 만화가이다. 오오사카 부출신.
남녀 한 조를 주체(주역)로 한 만화를 잘 그리며, 완성된 스토리 구성이나 묘사에 정평이 있다.

## 작품 일람
- 기계장치의 작은 마을
- 세라믹 레그
- 키메라
- 아마추어 슬러거
- 인조인간 커티사크
- 클라이막스를 함께 (울트라 점프 MEGAMIX vol2)

## 같이 보기
- 키메라